# Verranno le dolci piogge
Verranno le dolci piogge (There Will Come Soft Rains), tradotto anche coi titoli Agosto 2026: Cadrà dolce la pioggia e Cadrà dolce la pioggia, è un racconto di fantascienza di Ray Bradbury incluso nella raccolta Cronache marziane.
Il titolo è tratto dalla poesia di Sara Teasdale Verranno le dolci piogge (There Will Come Soft Rains), che narra anch'essa di un ambiente postapocalittico.
Dal racconto è tratto il cortometraggio animato omonimo del regista sovietico Nazim Tulyakhodzayev, pubblicato nel 1984.

## Trama
Agosto 2026. Nella città di Allendale in California, una casa robotica completamente automatizzata porta avanti le attività quotidiane (preparare i pasti, fare le pulizie, irrigare i giardini), nonostante al suo interno non abiti più nessuno. In realtà la casa in questione è l'unica rimasta in piedi nella città, che è andata interamente distrutta; su un muro in giardino appaiono le sagome dei membri della famiglia che la abitava: è chiaro che siano morti nello scoppio di una bomba atomica. Nonostante la loro scomparsa, la casa ha continuato a occuparsi dei suoi proprietari e delle loro esigenze.
Quando un cane (probabilmente quello che apparteneva alla famiglia, sopravvissuto al disastro) vi fa ritorno, la casa lo accoglie, salvo poi sbarazzarsi del suo corpo una volta che è morto, essendo programmata per liberarsi in autonomia di qualsiasi cosa non sia utile al benessere umano, incluso lo sporco, la tristezza e la morte, in totale contrasto con quanto accaduto.
Alle dieci di sera nella casa scoppia un incendio: nonostante entrino in azione tutti i sistemi di sicurezza, l'assenza di pompieri o altri robot d'ausilio segna il destino della casa, che viene completamente distrutta a eccezione di un muro robotico che continuerà a segnalare all'infinito la data.

## Contesto storico
Il racconto ritrae una scena di desolazione, in cui la razza umana è stata distrutta da una guerra nucleare. 
La paura degli effetti devastanti dell'energia nucleare era molto presente negli anni cinquanta: il mondo si stava appena riprendendo dalle conseguenze  della seconda guerra mondiale e i bombardamenti atomici di Hiroshima e Nagasaki erano ancora vicini: nel 1945, gli Stati Uniti lanciarono una bomba nucleare sulla città di Hiroshima distruggendola completamente; tre giorni dopo, fu la volta della città di Nagasaki. Le radiazioni continuarono a uccidere per molti anni successivi.
Anche se il bombardamento nucleare condusse alla resa del Giappone, il timore di ritorsioni e la crescente attenzione allo sviluppo di armi nucleari da parte dei militari in molti paesi del mondo nonché le tensioni tra Stati Uniti e Unione Sovietica fece crescere la paura. L'idea di essere bombardati con un'arma nucleare era una paura quotidiana.